# Història del València Club de Futbol

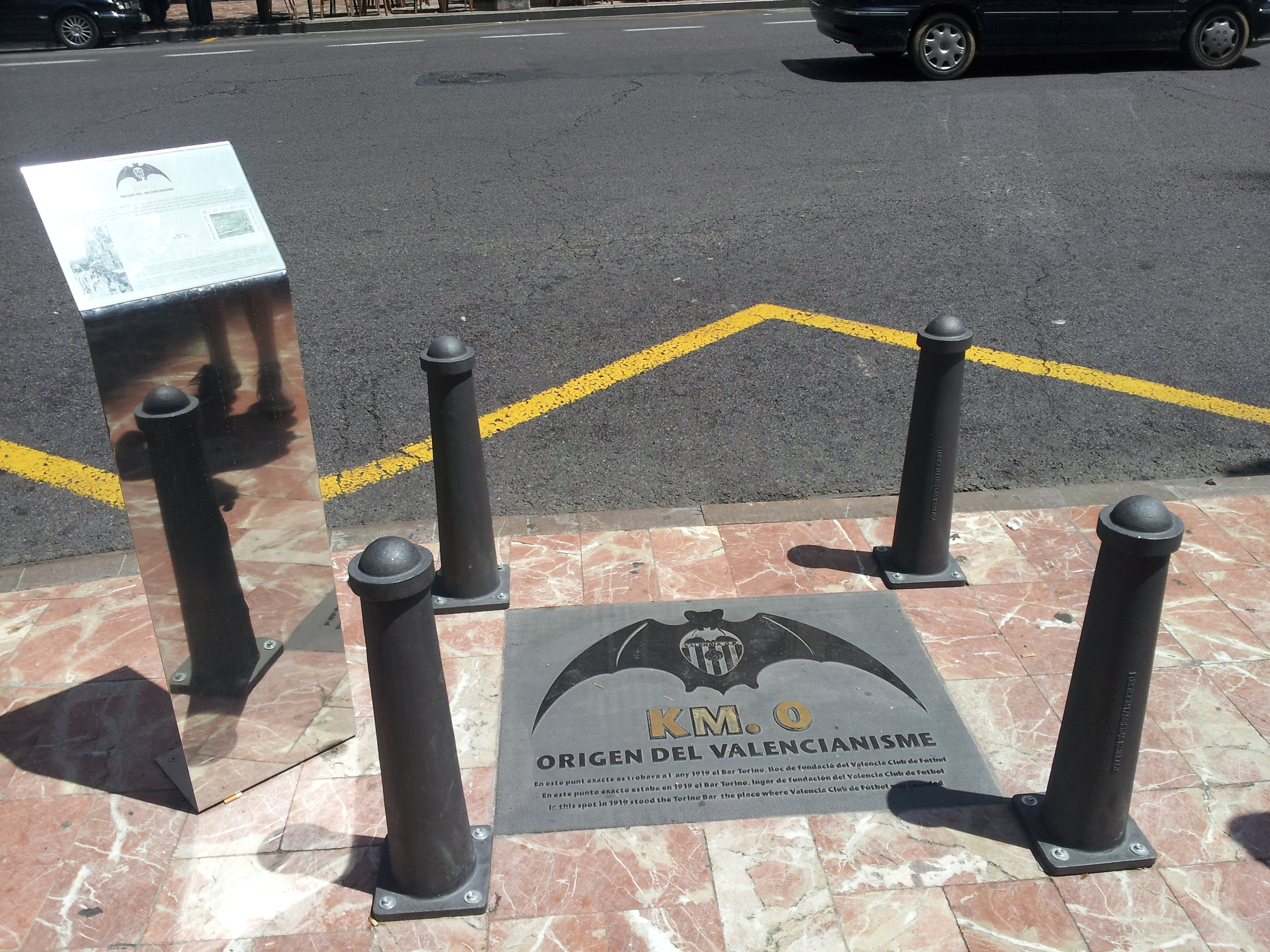
Placa commemorativa situada a l'emplaçament del Bar Torino de la ciutat de València, on va ser fundat el València Foot-ball Club. Situada a l'antiga Baixada de Sant Francesc, actual Plaça de l'Ajuntament.

El València Club de Futbol SAE és un club de futbol valencià, de la ciutat de València. Va ser fundat el 18 de març de 1919 i juga en la Primera Divisió de la Lliga. Disputa els partits com a local a l'Estadi de Mestalla amb una capacitat per a 55.000 espectadors.
En la classificació històrica de la LFP el València CF ocupa el 4t lloc per darrere de Reial Madrid, FC Barcelona i Atlètic de Madrid. És el cinquè club de la lliga espanyola amb més títols nacionals (15 campionats nacionals), i el cinquè amb més títols internacionals per darrere de Reial Madrid, FC Barcelona, Sevilla FC i Atlètic de Madrid (5 títols en competicions UEFA a nivell de clubs.). A més, formava part del conjunt de clubs més importants d'Europa, el desaparegut G-14.
L'any 2005 va entrar al "top 20" dels clubs més rics del món, directament al 19è lloc, amb uns ingressos de 84,6 milions d'euros. En el 2007 un nou estudi el situava el 18è amb una facturació de 107,6 milions d'euros. Té 65.000 socis, en espera d'una nova ampliació, i més de 700 penyes. és per tant el tercer club en nombre de socis i penyes de l'estat, alhora segons l'enquesta del CIS de maig de 2007, el València CF és el tercer club de futbol en percentatge quant a simpatitzants a Espanya (5,3%), únicament per darrere de Reial Madrid (32,8%) i FC Barcelona (25,7%).

## Fundació

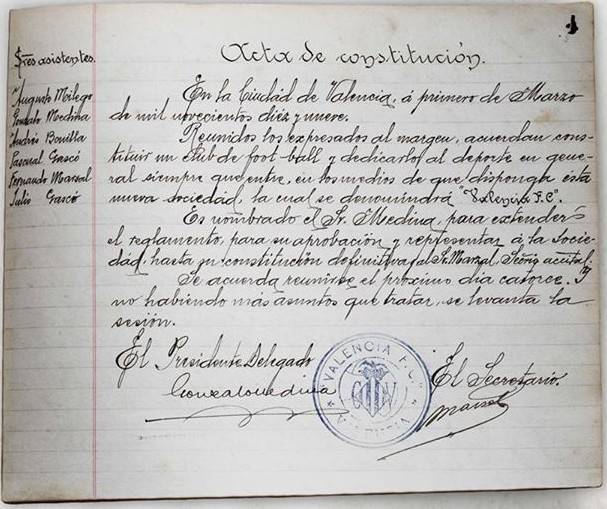
Acta de constitució del València Foot-ball Club, redactada l'1 de març de 1919 i aprovada el 18 de març, data de fundació del club

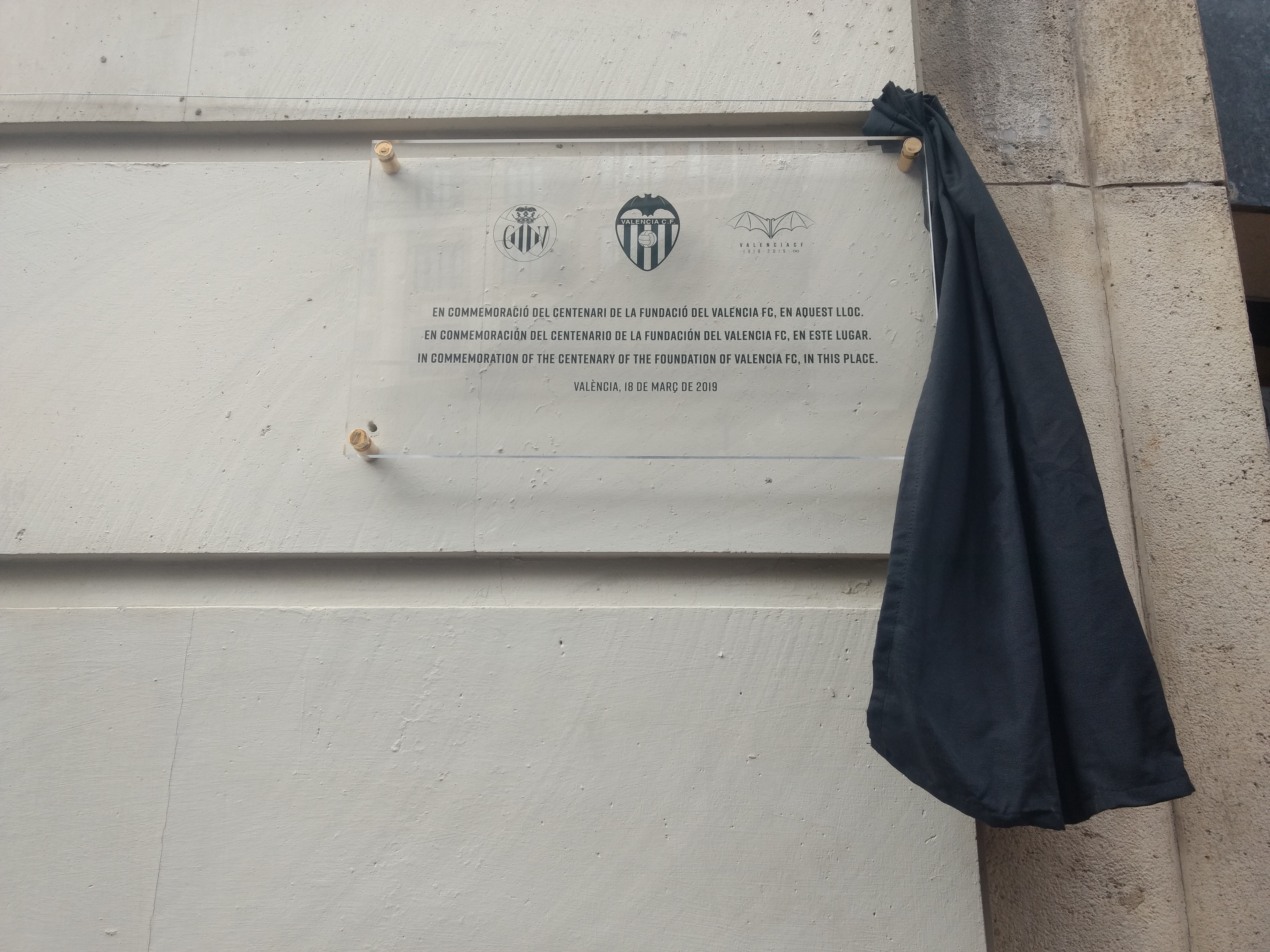
Placa al lloc on es va fundar el València Foot-ball Club, actual Plaça de l'Ajuntament.

El València Foot-ball Club es va crear el 5 de març de 1919, en un cèntric bar de la capital del Túria, situat o bé en el carrer Barcelonina o en el carrer de Sant Ferran, anomenat Bar Torino, quan un grup d'entusiastes futbolístics dedicats a parlar d'aquest esport a l'esmentat bar van decidir formar un nou club competitiu. Després de constants deliberacions van decidir que s'havia d'anomenar "Valencia Foot-ball Club", amb el nom de la ciutat com el llavors ja desaparegut primer club creat a la ciutat, el "Foot-ball Club València". Van nomenar una Comissió Constituent i van presentar en el Govern Civil els Reglaments del club. Els integrants d'aquell grup eren Octavio Augusto Milego Díaz, Gonzalo Medina Pernas, Fernando Marzal Queral, Andrés Bonilla Folgado, Pascual Gascó Ballester, Julio Gascó Zaragozá, Adolfo de Moya i José Llorca Rodríguez. La majoria d'aquell grup d'amics formava part, entre d'altres, de l'equip Deportivo Español, equip que es va dissoldre a causa de la mort del jove Luis Bonora, de 21 anys i estudiant d'arquitectura, després d'un partit amistós contra l'Illice Foot-ball Club, el 5 de gener de 1919, en el qual va sofrir una topada fortuïta amb el rival il·licità Aucejo del qual va resultar amb una cama fracturada i que, encara que va ser atès en el mateix camp, i més tard en una casa d'un metge a Elx i traslladat d'urgència a València, va morir a causa d'una embòlia tres dies després.
El 18 de març de 1919 van ser aprovats oficialment els Estatuts, naixia així oficialment el "Valencia Foot-ball Club". El 4 d'abril del mateix any es constituïa la primera Junta Directiva, el primer president va ser Octavio Augusto Milego Díaz, elegit a l'atzar llançant una moneda a l'aire amb Gonzalo Medina Pernas, que va haver de quedar-se amb la parcel·la de la comissió constituent i organització de festeigs, Fernando Marzal Queral va quedar com a secretari i Andrés Bonilla Folgado va ocupar el lloc de tresorer.
El 21 de maig de 1919 començava la vida esportiva del club. El primer partit va ser contra el Gimnàstic a Castelló amb motiu de les festes de la ciutat de La Plana, va perdre el València FC per 1-0 amb gol de Morris. La primera alineació de la història (amb l'1-2-3-5 que s'usava en l'època) va ser la següent: Marco; Amador Peris, Julio Gascó; Fernando Marzal, Pepe Llobet, Antonio Ferré; Fernández, Umbert, Martínez Ibarra, Aliaga y Gómez Juaneda.

### Debut en el Campionat Regional
El València FC va debutar davant de la seva afició en un descampat de l'actual districte d'Algirós, on van plantar les porteries i van pintar les línies del terreny de joc amb calç, el 25 de juliol de 1919, una altra vegada davant el Gimnàstic, pel Trofeu Fira de juliol organitzat per l'Ajuntament de València, el resultat va ser d'1-1, gols de Llobet per al València FC, el primer de la història, i Marco per al Gimnàstic. Van jugar el desempat dos dies després amb nou empat, aquesta vegada 0-0. El tercer encontre es va produir el 23 de novembre en què van tornar a empatar, 2-2. El quart i últim partit es va disputar el 21 de desembre i va acabar vencent el València FC per 1-0 amb gol polèmic. El trofeu va anar a parar a les mans del Gimnàstic per haver guanyat més partits que la resta de clubs. Van prendre part per a la competició els equips més importants de la ciutat: España, Gimnàstic, Llevant FC, Sagunt i València FC.

### El camp d'Algirós
Entretant, Octavio Augusto Milego i Gonzalo Medina van arrendar el solar d'Algirós, a prop de l'actual Mestalla, al seu propietari Eugenio Miquel per 100 pessetes al mes. Una vegada arrendat quedava condicionar el terreny, tancar-lo, construir les casetes, taquilles... Tot això es va poder aconseguir gràcies a la donació d'un anònim per valor de 25.000 pessetes, més tard se sabria que aquesta donació corresponia a Gonzalo Medina amb diners destinats per al seu casament que va haver d'ajornar. Així doncs, el camp d'Algirós es va condicionar i va quedar apte per a la seva inauguració oficial, que va tenir lloc el dia 7 de desembre de 1919, amb l'equip Castalia de Castelló com a adversari. Es va recaptar per taquilla 37 pessetes i 50 cèntims, que va ser donat íntegrament a l'Hospital Infantil Gómez Ferrer. En l'esmentat encontre va debutar per al València FC el jugador Eduardo Cubells, que més tard seria el primer internacional que va donar València a la Selecció de futbol d'Espanya.
El 18 de març de 1920 es contracta a l'Universitary de Barcelona per celebrar el primer aniversari de la fundació del club, va ser així el primer club de fora de la província de València que va jugar a Algirós.
El primer encontre disputat pel València FC contra un equip estranger es va jugar el 26 de juliol de 1922 contra el Cette francès a Algirós i va vèncer el conjunt valencià per 5-0, tots els gols marcats pel davanter centre Montes.

## El primer títol i el debut a la Copa d'Espanya
La temporada 1922/ 23 va ser magnífica, el València es va proclamar per primera vegada campió regional després de guanyar tots els seus partits. El 14 de febrer de 1923 va jugar davant del campió murcià, el Múrcia FC en una eliminatòria d'anada i tornada per decidir qui participaria en la Copa d'Espanya. El partit d'anada el va guanyar el València per 3-0 i el partit de tornada en La Condomina es va saldar amb empat a 1.
El València va preparar amb molta il·lusió la copa i el 5 de març va jugar el seu primer partit davant del poderós Sporting De Gijón. En un camp en males condicions per la pluja el València va aconseguir una victòria per la mínima en el minut 88. La tornada a l'Estadi Municipal El Molinón es va saldar amb una aclaparadora victòria del Sporting per 6-1 i les polèmiques expulsions de Marín i Hipólito. El porter valencianista Mariano es va retirar del camp en protesta per l'arbitratge.
El partit de desempat es va jugar a Oviedo dos dies després i el va guanyar el Sporting per 2-0, pel que el València va quedar fora de la competició.

## Creixement i trasllat a Mestalla

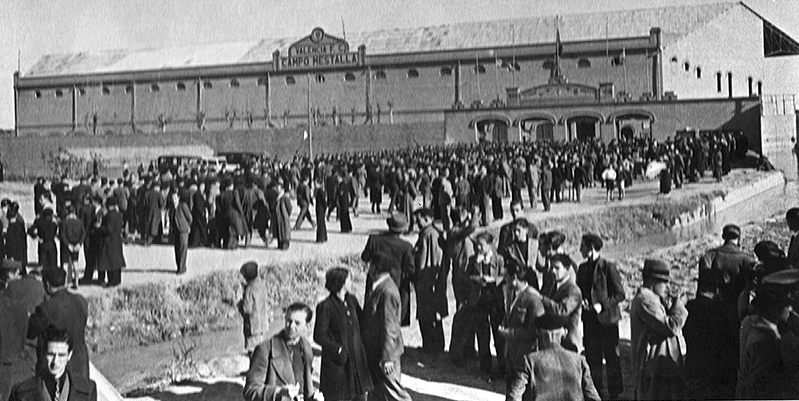
Inauguració de l'estadi de Mestalla el 20 de gener de 1923.

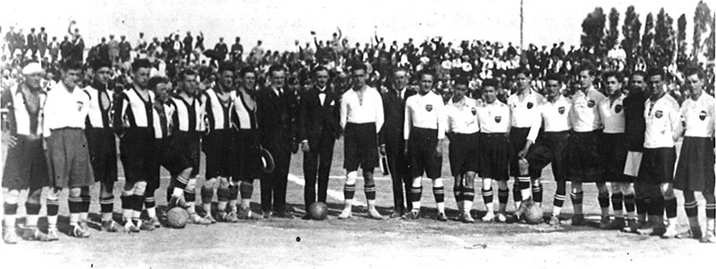
Fotografia del partit d'inauguració de l'estadi de Mestalla el 1923, amb un partit entre el Llevant FC i el València FC.

L'augment de fama i, en conseqüència, del nombre de seguidors de l'equip va provocar que els dirigents valencianistes a més d'augmentar la junta directiva buscaren terrenys en venda per construir un nou camp per a l'equip. Se'n va trobar un que estava ubicat al costat de la séquia de Mestalla, d'allà la denominació de l'estadi. El 16 de gener de 1923 el València va comprar els terrenys per 316.439,20 pessetes al baró de Bellver i el 20 de maig de 1923 es va inaugurar el camp de Mestalla amb una capacitat de 17.000 espectadors en un partit entre el València FC i el Llevant FC que va concloure amb resultat d'1-0 per als locals, gol de Montes, i en el qual Juan Artal, alcalde de València, va fer la treta d'honor. La recaptació de l'encontre es va destinar a l'Associació Valenciana de Caritat.

## Expansió a altres esports

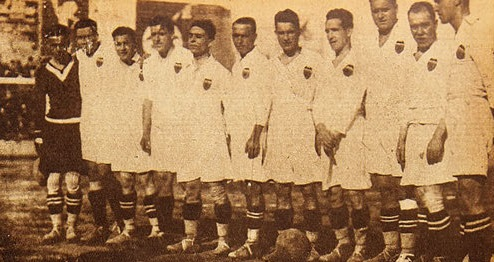
El València CF el 1927.

Fins a la temporada 1923/ 24 el València no comptava amb entrenador, eren els jugadors qui decidien les alineacions i feien sobre el camp el que creien necessari. El primer entrenador va ser Antón Fivber. També es van fitxar els primers jugadors professionals, Miguel Garrobé, Benet Roca i Francisco Reyes, dos defenses i un migcampista.
També es busca l'expansió esportiva pel qual el 26 d'agost de 1924 crea algunes seccions esportives sota la direcció i tutela del club blanquinegre competint en hoquei herba, ciclisme, natació, atletisme, boxa, esgrima, tennis i cinegètica a les que després se'ls afegiria handbol i bàsquet.
Aquell mateix any es va crear la bandera del club, ja que els directius pensaven que una entitat esportiva amb més de 2.500 socis havia de tenir una insígnia. Va ser confeccionada per una cara blanca amb l'escut brodat i per l'altra amb la senyera. Es van organitzar diversos actes en honor seu, el 21 de setembre es va beneir a la Basílica de la ciutat i es va traslladar a Mestalla on el capità valencianista, Eduardo Cubells, al costat dels seus companys la van passejar pel terreny de joc per a delit dels presents. Es va jugar després un amistós contra el Júpiter De Barcelona que va guanyar el València 3-1. L'endemà van tornar a enfrontar-se amb victòria novament local per 4-3.

## Debut en el Campionat Nacional de Lliga
L'equip merengot va participar per primera vegada en Lliga en la temporada 1928-29, quedant enquadrat en la Segona divisió després de ser eliminat pel Racing de Santander, que d'aquesta forma i després d'eliminar de la mateixa manera a Betis i Sevilla FC, va passar directament a formar part de la Primera Divisió. Es va renovar i va reforçar l'equip per disputar la competició quedant tancada la plantilla de la següent forma:
Porters: Jesús Pedret, Cano i Villaroya
Defenses: Benet Roca, Alba, Benito Torregaray i Casto Moliné
Migcampistes: Salvador, Molina, Amorós, G. Calvo, Imossi, Larrañaga, Raimon Miquel, Ricart, R. Peral, S. Cervelló, Joan Costa i Jesús Navarro
Davanters: Rino, Pérez, Picolín, Ródenas, Suárez, Sánchez, Cordellat, Torredeflot, Suay, Josep Vilanova, Foved.
Alhora, el València va participar en el Camponato Regional al costat de Castelló, Llevant FC i Gimnàstic, sent campió el Castelló i subcampió el València.
A la Copa va ser eliminat pel Racing de Madrid i Mestalla va acollir la famosa Final de l'Aigua entre Espanyol i Reial Madrid.

### Ascens a Primera Divisió

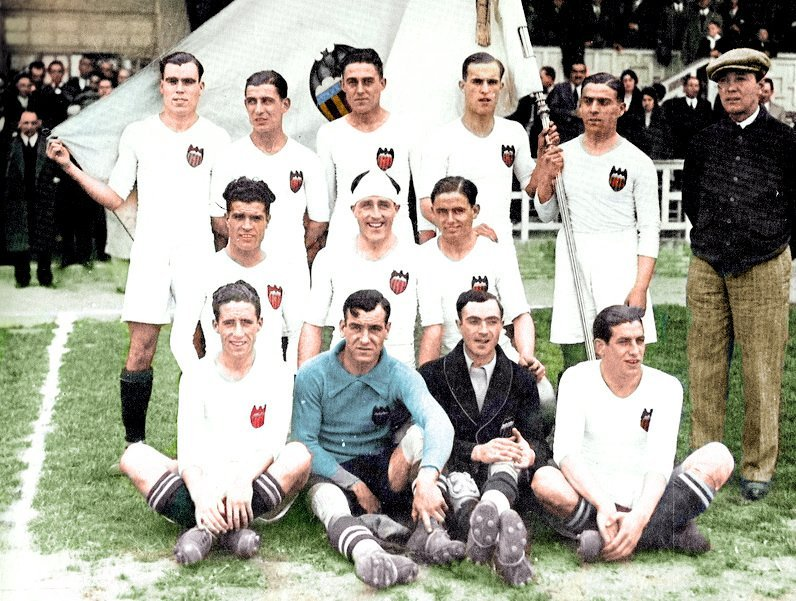
Equip del València FC que va aconseguir l'ascens a Primera Divisó el 1931, amb la bandera fundacional del club al darrere.

Després de dos temporades consecutives quedant en meitat de taula, a la temporada 1930-31 va aconseguir de la mà de l'entrenador txecoslovac Antón Fivébr el seu ascens a la Primera Divisió en quedar campió amb 26 punts, a tres del segon classificat, l'Athletic Club De Madrid i del tercer el Sevilla FC. Malgrat l'ascens va continuar participant en el Campionat Regional fins i tot el 1939 acabant campió en cinc ocasions més.
La plantilla que va aconseguir l'ascens a Primera estava composta per:
Porters: Cano i Villaroya
Defenses: Torregaray, Melenchón, Pasarín, Conde I i Torres.
Migcampistes: Salvador, Molina, Amorós, Imossi, Arilla i Tonín.
Davanters: Torredeflot, Navarro, Vilanova, Joan Costa, Sánchez, Picolín, Ricart, Rino, Octavio i Perona.

### Primera final de Copa
La primera final copera es viuria el 1934, sota les ordres del tècnic anglès Jack Greenwell procedent del FC Barcelona. Eliminant al Racing de Santander, Real Múrcia en vuitens, Hèrcules d'Alacant en quarts de final, i Reial Oviedo en semifinals, el Valencia FC es va classificar per jugar la primera final de Copa de la seua història, l'adversari, el Reial Madrid de Ricard Zamora, Quincoces i Samitier entre d'altres. L'encontre disputat el 6 de maig de 1934 en L'estadi de Montjuic va desplaçar a 12.000 valencianistes a la ciutat comtal que no van poder veure com el seu equip s'alçava amb el trofeu de Copa, malgrat avançar-se al marcador, ja que va perdre la final per 2-1.

### Campionat Regional durant la Guerra Civil
Dos anys després, el 1936, es va iniciar la Guerra Civil Espanyola suspenent-se el Campionat Nacional de Lliga. El València va disputar el Campionat de Llevant, el qual va guanyar, i la Lliga Mediterrània classificant-se en quedar entre els quatre primers per disputar la Copa de l'Espanya Lliure. Després de superar en la lligueta classificatòria davant el Girona FC i el CE Espanyol es va enfrontar a Barcelona a la final al Llevant FC perdent per 1-0. A la creació d'aquestes dos últimes competicions hi va participar amb gran protagonisme el president del València Josep Rodríguez Tortajada.

## Guerra Civil (1936-1939)

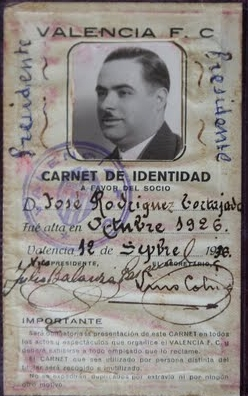
Carnet de soci del València FC del president Josep Rodríguez Tortajada

Al llarg de la guerra civil, com havia passat també en anys anteriors, Mestalla va servir d'escenari per a diverses manifestacions, actes culturals i concentracions polítiques. El 16 d'agost de 1936 es va celebrar un míting massiu de la CNT amb la participació de Joan Garcia Oliver i Frederica Montseny. Els dies 17 i 18 d'octubre del mateix any, el president del València, Josep Rodríguez Tortajada, va protagonitzar els "actes de confraternització antifeixista" de l'"Homenatge a València de Catalunya", celebrat a Barcelona i on es va disputar un partit entre la selecció catalana i la valenciana, composta aquesta última per jugadors del València i del Gimnàstic de València i Llevant FC, actual Llevant UE. El combinat valencià va ser entrenat per Eduardo Cubells, exfutbolista xe i directiu del València en aquest període.
Alguns futbolistes conservadors, com Ciril Amorós i Enrique Molina, van ser protegits pel València FC i especialment pel seu president Tortajada. El 5 de setembre de 1939, amb les tropes feixistes a la ciutat, el president del club Josep Rodríguez Tortajada va ser condemnat a mort per rebel·lió militar, i empresonat a l'aleshores presidi de Sant Miquel dels Reis. Posteriorment se li rebaixaria la pena a 30 anys de presó.
Després de la Guerra Civil el camp de Mestalla va quedar arrasat, el comandant Alfredo Giménez Buesa va ser nomenat president, amb Lluis Casanova en la vicepresidència. Davant de l'estat de Mestalla es va decidir reconstruir-lo i el 18 de juny de 1939 es va disputar el primer partit de la postguerra, l'encontre va enfrontar el Recuperación de Levante i l'Osasuna De Pamplona amb resultat de 3-0. L'endemà va jugar-s'hi el segon partit, on l'encara Valencia Foot-ball Club (cal recordar que la victòria franquista va comportar que tots els equips de futbol castellanitzaren el seu nom, amb l'excepció, curiosament del seu rival a aquest matx, l'Osasuna) va empatar a 4 gols. Les obres es van aprofitar per remodelar i ampliar la capacitat de l'estadi fins als 22.000 espectadors. Al seu torn el caos econòmic després de la guerra va forçar la desaparició de les seccions esportives, mesura presa el 1940.

## Èxits nacionals (1940 -1952)
Lluís Casanova va accedir a la presidència del club en la temporada 1940/ 41 poc després del trasllat del comandant Alfredo Giménez a Madrid, es va canviar la denominació de "Valencia Foot-ball Club" a la de "Valencia Club de Fútbol" a través de la norma dictada per la Delegación Nacional de Deportes.

### Primer títol de Copa
El nou president es va posar a treballar tot seguit i va confeccionar l'equip de la temporada. Es van realitzar els fitxatges, entre d'altres, d'Ignacio Eizaguirre, per 60.000 pessetes, i Epifanio Fernández procedents de la Reial Societat, que formarien part de la mítica davantera elèctrica. Igualment es va incorporar a Guillermo Gorostiza de l'Athletic Club a canvi de 55.000 pessetes, que malgrat que ja comptava amb 31 anys per eixes dates, no li va impedir que amb les seves excel·lents actuacions per banda esquerra continués conservant el sobrenom de Bala Roja. En Lliga malgrat el mal començament es va acabar en tercer lloc, si bé en Copa l'equip va acabar com a campió.
El primer rival del València a la Copa de 1940/ 41 va ser l'Athletic Club en vuitens de final. El partit d'anada es va jugar a San Mamés un 11 de maig de 1941 amb resultat de 2-1. El partit de tornada es va jugar a València el 18 de maig i l'equip es va imposar per 3-0.
En els quarts de final el rival va ser el Sevilla FC, el València va guanyar el partit d'anada a l'Estadi de Mestalla per 8-1, el partit de tornada jugat en Nervión se'l va emportar el Sevilla per 2-1.
En semifinals el rival va ser el Celta de Vigo. L'anada a l'Estadi de Balaídos la va guanyar el València per 2-1 i la tornada a Mestalla per 4-0.
La final es va jugar a Madrid contra l'Espanyol de Barcelona el 29 de juny de 1941. El resultat final de 3-1, amb dos gols de Mundo i un de Vicente Asensi,va suposar el primer títol nacional del València.
El València aconseguia d'aquesta manera de la mà de Ramón Alzines, entrenador, i Andrés Balsa, preparador físic el primer títol nacional en la història del club. El capità de l'equip, Juan Ramón, va recollir entre llàgrimes la copa denominada llavors del Generalíssim, de mans del cap de l'Estat i la va passejar orgullós al costat de la resta de l'equip i davant dels molts aficionats valencianistes desplaçats a la capital d'España. La formació del València CF, vestida totalment de blanc va ser; Pio, Álvaro, Juan Ramón; Bertolí, Sierra, Lelé; Epi, Amadeo, Mundo, Asensi i Gorostiza. A València la festa per la consecució del títol va ser històrica. L'equip va oferir la Copa a la Nostra Senyora dels Desemparats.
Aquella mateixa temporada es va començar a jugar la Copa Ibèrica, després de diversos partits s'havia de disputar l'últim entre Atlético de Aviación i València CF en Madrid, però en començar la Copa Del Generalíssim no es va disputar l'encontre pels compromisos d'ambdós clubs fins i tot passats sis anys i mig, el 1947, sortint vencedor l'Atlètic Aviació de l'encontre i alhora de la competició amb 8 punts, un més que el València, subcampió, amb 7.

### Primer títol de Lliga
Una vegada aconseguit el títol de Copa, faltava a les vitrines el de Lliga, propòsit que van aconseguir a l'any següent, temporada 1941- 42, la del debut del jove porter Eizaguirre que fins llavors no havia pogut jugar per haver estat declarat en rebel·lia pel seu antic club la Reial Societat. Dels vint-i-sis partits de la competició, el València només en va perdre quatre. Va marcar 85 gols i va encaixar-ne 39, aconseguint Mundo el Pitxitxi de Primera Divisió amb 27 gols.
L'únic equip que no va ser capaç de guanyar va ser l'Atlètic Aviació. En el partit de la segona volta contra l'Atlètic a Mestalla, l'àrbitre Gojenuri va expulsar a Iturraspe i va xiular un inexistent penalti en contra del València, fet que va suposar la derrota de l'equip local per 0-1. D'ençà, el crit de Gojenuri! es va usar per expressar la desaprovació davant d'un mal arbitratge.
El València es va proclamar campió de lliga un 22 de març a Mestalla davant de l'Espanyol gràcies a una victòria per 2-1. El 10 de maig el president de la Reial Federació Espanyola de Futbol Javier Barroso va lliurar al capità Juan Ramón el títol de Lliga davant de tota la seua afició.
Aquesta va ser la primera temporada de la màgica davantera elèctrica formada per Epi, Amadeo, Mundo, Asensi i Gorostiza. Entre tots van aconseguir 81 gols aquell any i 440 durant la major part de la dècada dels 40.

### Una dècada màgica
La temporada 1942/ 43 va ser decebedora, no es va superar el setè lloc en Lliga i es va caure en Copa en semifinals contra l'Athletic, però un fet destaca sobre la resta, es va fitxar un dels homes més importants en la història del club, no només pel seu rendiment com a futbolista, sinó pel gran rendiment que donaria anys més tard com a entrenador i com a director esportiu. Es tracta de Bernardino Pérez, Pasieguito, procedent de la Reial Societat.
El segon títol de Lliga es va aconseguir amb Cubells d'entrenador i l'any de les "Noces d'Argent" del club, no va poder tenir millor celebració. La temporada 1943- 44 es van aconseguir 73 gols a favor, amb Mundo com a Pichichi (27 gols), sent l'equip més golejador de primera divisió i el menys golejat amb 32 en contra, aconseguint Eizaguirre al seu torn el trofeu Zamora, com també ho aconseguiria de forma consecutiva l'any següent. El paper en Copa va ser digne, després de vèncer al Saragossa, Deportivo de la Coruña, Sabadell i Múrcia, va arribar a la final per disputar-la contra l'Athletic De Bilbao. Com a la primera final de Copa que jugà el club, va ser novament a Montjuic, i novament va acabar amb derrota dels valencianistes. Va sortir victoriós el conjunt basc en guanyar per 2 gols a 0.
El 6 de setembre de 1944 es va fundar el Club Esportiu Mestalla, agafant a l'equip CD Cuenca del carrer valencià amb el mateix nom com base per formar el filial valencianista. Una altra de les obres de Lluís Casanova va ser la construcció del gran Mestalla amb un total de 24.000 espectadors. El cost d'aquestes obres, gairebé 47 milions de pessetes, va impedir realitzar el fitxatge de grans jugadors com el de Luis Suárez per 150.000 ptes. que va acabar fitxant pel FC Barcelona.
El València CF va tornar a ser finalista de Copa el 1945 i 1946. En la primera es va enfrontar una altra vegada a l'Athletic De Bilbao caient per 3-2 a l'estadi de Montjuic. En la següent edició va vèncer al Betis (8-1), al Celta De Vigo (9-0), al Granada CF (4-2) i el campió de Lliga, el Sevilla CF (7-1), arribant així a la final que es va jugar el 9 de juny de 1946 contra el Reial Madrid a Montjuïc. Quarta final que jugava l'equip en l'esmentat camp, quarta derrota que collia. Va ser també l'últim encontre que jugava Gorostiza amb la samarreta del València CF. A l'any següent es portaria a terme el fitxatge d'un altre mític jugador, el suecà Antoni Puchades, alhora que es proclamaria campió de Lliga per tercera vegada després de guanyar en Balaídos 1-2 i conèixer el resultat dels seus dos immediats rivals al títol, Athletic De Bilbao i Atlètic De Madrid, per telèfon.
No hi va haver títols esportius fins a la temporada 1948- 49 en aconseguir la Copa Del Generalíssim front l'Athletic Club, aquesta vegada no es va jugar en Montjuïc, sinó en Chamartín, i es va guanyar 1-0. En Lliga durant aquell temps s'hi va haver en l'ombra del FC Barcelona que va guanyar dos Lligues de forma consecutiva. Un any després jugarien l'equip català i el valencià la Copa Eva Duarte a Madrid que va guanyar el conjunt merengot per 7-4.

## L'adéu de Luis Casanova
El València arribà per setena vegada a una final de copa el 1952, aquesta vegada el rival seria el Barça. El temps reglamentari va acabar amb empat a 2 i, per tant, es va haver de jugar la pròrroga, on el conjunt blaugrana va superar als merengots per 4-2 després de lesionar-se el porter valencianista, Quique, i un dels seus davanters, Asensi. El 1954 es va tornar a guanyar la Copa, davant el FC Barcelona, prenent revenja de la Copa del 52. Aquest seria l'últim títol guanyat sota la presidència de Lluis Casanova. La Lliga del 57 es va veure marcada per la riuada que va patir la ciutat, deixant el camp de Mestalla totalment negat. Malgrat tal desastre l'equip va aconseguir quedar 4t per darrere de Reial Madrid, Atlètic De Madrid i FC Barcelona.
El 1959, gràcies a Enrique Taulet i Rodríguez Lueso, vocalista del club durant la presidència de Lluis Casanova, tornen les seccions esportives recuperant alhora els èxits aconseguits des de la seva creació.
Des de llavors l'equip va passar sense pena ni glòria per les competicions oficials. Lluis Casanova havia abandonat la presidència deixant pas al breu mandat de Vicente Iborra. Un esdeveniment va marcar la temporada del 61, el jugador brasiler del València, Walter, va perdre la vida tràgicament en un accident d'automòbil a la carretera de València a El Saler en xocar amb un camió. Conduïa el seu propi cotxe, que va quedar destrossat, i anava acompanyat per Sócrates i Coll, també jugadors del València, que van resultar miraculosament il·lesos, a excepció d'algunes ferides sense importància i diverses macadures. El club va organitzar l'acte de sepeli i a més un partit a Mestalla que va tenir una afluència espectacular en benefici de l'esposa i els fills del jugador. El rival va ser el Fluminese brasiler que va guanyar l'encontre per 2-3, dos dels gols aconseguits per Waldo, qui fitxaria pel València per a la temporada següent.

## Els primers èxits europeus
El 2 de juliol de 1961 fou nomenat president Julio De Miguel, que va romandre en el càrrec 12 anys aconseguint nombrosos èxits.
El 1961 el València es va fer amb la seva primera Copa De Fires (precursora de l'actual Europa League). El primer adversari va ser l'equip anglès del Nottingham Forest, l'anada es va jugar a Mestalla el 15 de setembre de 1961 i va guanyar el València 2-0 amb dos gols de Waldo Machado. La tornada diputada en Nottingham també va ser per al València per 1-5.
La següent eliminatòria era contra el Fc Lausanne-sport suís, i va disputar-se a un sol partit a Mestalla, ja que era impossible jugar en Suïssa per la neu. Victòria per 4-3 per al València.
El següent adversari va ser l'Inter De Milà. L'anada es va jugar un 14 de febrer a Mestalla i es va imposar el València per 2-0 i la tornada del 2 de març es va saldar amb empat a 3.
La primera final europea de la història del València li va enfrontar al CF Barcelona. La final no es va jugar fins al 8 de setembre a causa del Mundial 62, el València va resoldre la final en el partit d'anada amb un 6-2, la tornada a Barcelona va deixar un empat a 1 i el primer títol europeu a les vitrines del València.
A la seua segona Copa De Fires va vèncer al Dinamo De Zagreb per 1-2 en l'anada, i 2-0 en la tornada de Mestalla, prèviament havia eliminat al Celtic De Glasgow, Dunfermline FC, Hibernian FC, els tres escocesos, i finalment a l'AS Roma en la semifinal.

### La Copa del 67 i la quarta Lliga
A l'any següent, i per tercera vegada consecutiva, el València va tornar a arribar a la final de la Copa de Fires disputada a Barcelona a partit únic però en aquesta ocasió el campió va ser el rival, el Real Saragossa qui va guanyar la final per 2-1, amb polèmica arbitral inclosa. Part d'aquests èxits es van aconseguir gràcies a la davantera formada per Waldo i Guillot que va marcar 17 gols entre els dos en el primer títol i 12 en el segon. Així mateix es pot citar jugadors com Quincoces II, Vicente Piquer, Manuel Mestre, Chicao o Héctor Núñez. El 1966, amb Juan Cruz Sol i Pep Claramunt ja en l'equip, el conjunt valencianista es va proclamar Campió invicte de la Petita Copa Del Món De Clubs. La temporada 1966-67, el València CF va tornar a guanyar la Copa del generalíssim després de molts anys sense guanyar cap títol nacional que es van veure compensats pels títols internacionals. Els enfrontaments van ser en setzens de final davant del Cadis CF, en vuitens de final davant del Reial Betis, en els quarts de final el rival va ser el Reial Madrid, en semifinals l'adversari va ser l'Elx CF, mentre que la final es va jugar contra l'Athletic De Bilbao guanyant el València per 2-1 amb gols de Jara i Paquito. En Lliga se'n va anar de més a menys concloent en cinquena posició. Waldo va aconseguir el Trofeu Pichichi en marcar 24 tants en la competició.
La temporada 1968/ 69 es van celebrar les Noces d'or i en una temporada tan especial no es va poder celebrar cap èxit esportiu llevat del torneig amistós Noces d'or. En Lliga després d'un començament titubejant es va assolir la cinquena plaça, en Copa va caure en quarts davant l'Elx Club de Futbol i a la Copa De Fires va ser superat en la primera eliminatòria pel Sporting De Lisboa portuguès en els penals. En el torneig de la commemoració de les noces d'or van ser convidats l'Eintracht De Frankfurt alemany i el São Paulo del Brasil, als que el València va vèncer per 4-2 al primer i 4-0 al segon. La trista notícia la va donar l'exjugador brasiler del València Chicao. Després de ser operat del genoll el 1964 i en superar greus problemes que gairebé li costen la vida en la seva recuperació, va ser cedit al Llevant UE perquè recuperés la funcionalitat de la cama i a la forma física, no va poder aconseguir-ho i va decidir tornar al seu Brasil natal al costat de la seva família on el 1968 va morir als 28 anys tirotejat durant un atracament a la gasolinera en la qual es proveïa. El telegrama que va arribar al València donant a conèixer l'esdeveniment va commocionar a la institució.
La temporada 1970/ 71 va arribar a la banqueta del València Alfredo di Stéfano amb Amadeo Ibáñez com a segon entrenador. Els reforços per a la temporada no van ser grans figures, sinó tres canterans del CE Mestalla, Forment, Claramunt II (germà de Pep) i Cota; un davanter del Llevant UE a qui va anar a veure personalment el tècnic, Sergio; un migcampista provinent del FC Barcelona, Pellicer; i l'extrem esquerrà del CA Platense argentí Óscar Rubén Valdez, que seria més tard internacional per Espanya. Di Stéfano va atorgar a l'equip un esperit guanyador i lluitador semblant al seu en la seva època de jugador, tots defensaven i tots atacaven. D'aquesta forma va guanyar, després de vint-i-quatre anys, el seu quart títol de lliga i va quedar subcampió de Copa després de perdre la final a l'Estadi Santiago Bernabéu contra el FC Barcelona en la pròrroga per 4-3.
Abelardo, el porter, va acabar com Zamora en encaixar 19 gols en els 30 partits disputats amb un percentatge de 0,63 gols per partit, un dels més baixos de la història, la fèrria defensa era la formada bàsicament per Tatono, Sol, Aníbal i Antón com a titulars, els encarregats de suplir-los en diversos partits van ser, per nombre de partits, Jesús Martínez (9), Vidagany (7) i Barrachina (4), en la línia del centre del camp Paquito i Claramunt I eren indiscutibles al costat de Pellicer, cosa ben diferent era l'atac on únicament Sergio va jugar tots els partits de la Lliga, tant Forment, com Claramunt II, Valdez i Poli es van repartir els altres dos llocs de l'atac valencianista.

### Temporades de transició
En la següent temporada van seguir els bons resultats amb Di Stéfano a la banqueta. En Lliga es va quedar en segona posició a dos punts del Reial Madrid, i tot açò malgrat les nombroses lesions sofertes pel club valencianista, tantes que fins i tot van obligar el tècnic Di Stéfano a presentar en més d'una ocasió només 14 dels 15 jugadors reglamentaris, i no van ser d'altres que els homes clau en la consecució de la Lliga anterior: Abelardo, Claramunt I, Antón, Forment, Aníbal, Sergio i Pellicer.
En l'estrena a la Copa d'Europa el València es va enfrontar al Luxemburg, al que va vèncer amb comoditat. El següent rival va ser l'Hajduk Split de Iugoslàvia, un rival d'identitat que setmanes abans havia marcat al Reial Madrid cinc gols, al que també es va eliminar, aquesta vegada amb seriosos conflictes i tangana inclosa a Split. El rival per als vuitens va ser l'Ujpest Dozsa hongarès que va vèncer a Mestalla i a Budapest malgrat el bon joc de l'equip merengot.
Finalment i com era costum, la Copa es va jugar una vegada finalitzades les altres competicions. El València va eliminar el Granada CF, Celta de Vigo i Reial Madrid, va sortir imbatut de cada encontre i de tal forma es va presentar a la tercera final consecutiva, després de caure derrotat el 70 davant del Reial Madrid, en el 71 davant del CF Barcelona, el 72 es va disputar la final contra l'Atlètic De Madrid, quedant-se novament el València a les portes d'aconseguir un nou títol en guanyar l'equip matalasser per 2-1.
La temporada 1972/ 73 va ser de transició. Després d'una mala temporada en Lliga, Copa i Copa de la UEFA la situació es va tornar insostenible, Julio De Miguel va preparar les primeres eleccions democràtiques de la història del València CF i va presentar la seua dimissió. El 6 de juny va eixir elegit Francisco Ros Casares com a nou president del València, en guanyar a José Ramos Costa i Salvador Pascual Gimeno.
Al terreny esportiu, la temporada va ser molt discreta a causa de les lesions que va patir la plantilla, un total de 18 jugadors oficialment van caure al dic sec, alguns d'ells van passar per la sala d'operacions i alguns en més d'una ocasió. Davant de tant contratemps l'equip no va poder donar molt de si, en Lliga va quedar 6è, en Copa va quedar eliminat en la segona eliminatòria pel CE Castelló i en l'Uefa va ser l'Estrela Roja De Belgrad el que va eliminar a l'equip valencià.
Un any després es va aprovar la proposta de compra dels terrenys de Paterna en els quals es construiria l'actual Ciutat Esportiva de Paterna.

## L'era de Mario Alberto Kempes (1976 -1984)

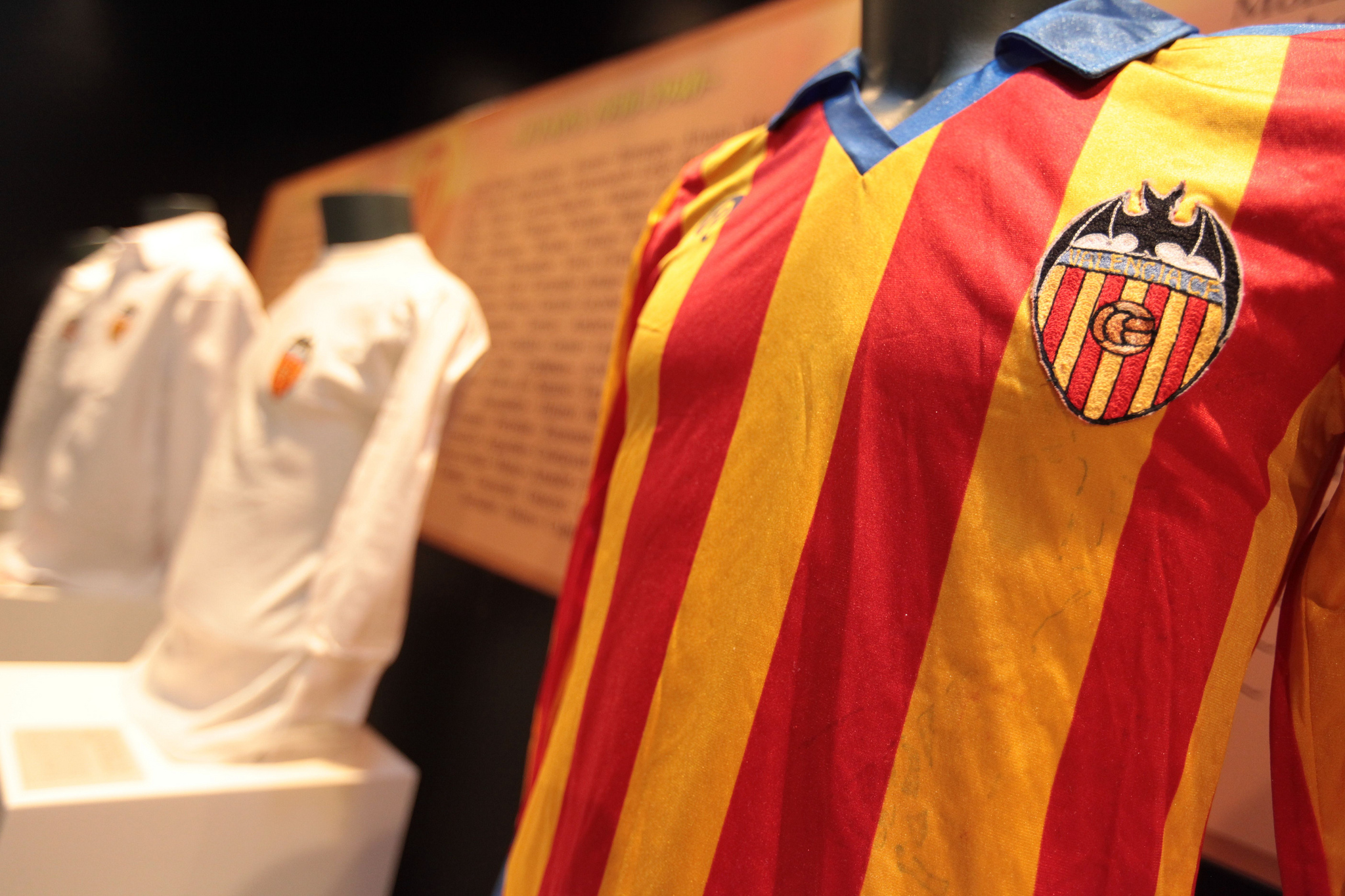
Samarreta de la senyera amb què es va jugar la final de Copa de 1979, disputada a l'estadi Vicente Calderón i guanyada al Reial Madrid per 0-2.

La temporada 1976/ 77 arriba a València -procedent del Rosario Central de l'Argentina- Mario Alberto Kempes, potser el millor jugador de la història del València Club de Futbol per 500 mil dòlars, uns 30 milions de pessetes en l'època. Amb Heriberto Herrera a la banqueta l'equip va tenir un fulgurant començament de Lliga en el qual es va mantenir en les 4 primeres posicions fins i tot que en la 23a jornada va ser destituït l'entrenador en perdre 1-2 contra la UD Las Palmas.Per substituir-lo es va recórrer a un home de la casa i es va contractar Manolo Mestre fins al final de temporada. El resultat no va ser bo i va acabar en 7a posició amb un quàdruple empat a 36 punts entre la UD Las Palmas (4t), Reial Betis (5a), Espanyol (6è) i el mateix València. En aquella mateixa temporada i en la següent Kempes va ser el màxim golejador de la lliga espanyola. També es van firmar les escriptures dels terrenys de Paterna el dia 28 de desembre de 1976.
Kempes va continuar arrasant en la temporada 1977/ 78 amb 28 gols en Lliga més 10 en Copa i va servir alhora perquè Claramunt jugués l'últim partit amb la samarreta del València CF. Amb la novetat de l'entrenador francès Marcel Domingo l'equip va anar durant l'any de menys a més. Va aconseguir la 4a posició amb 39 punts, a dos del segon, classificant-se així per disputar la Copa de la UEFA. Al final de temporada van començar les obres a Mestalla per habilitar-lo de cara al Mundial de 1982. A l'any següent l'equip no va rendir en Lliga a l'haver de combinar-la amb la UEFA primer, i la Copa Del Rei després.
La cinquena Copa i la Recopa:
Amb un Mario Kempes sense parar en haver disputat el Mundial de l'Argentina 78 que va guanyar, a l'equip li va faltar una altra referència golejadora en l'atac i va haver de conformar-se amb el 7a lloc de la lliga. El porter Manzanedo va aconseguir el Trofeu Zamora a l'encaixar 26 gols, el cinquè aconseguit per l'entitat valencianista, i Kempes només va poder fer 12 gols en Lliga.
A la Copa de la UEFA el conjunt valencianista es va enfrontar al CSKA Sofia i a l'Arges Pitesti als que va eliminar amb claredat. En vuitens de final el rival va ser el West Bromwich Albion anglès que li va fer fora de la competició europea amb una gran polèmica arbitral tant en el partit d'anada com en el de tornada. Ben diferent va ser el rendiment de l'equip a la Copa on es va proclamar campió per cinquena vegada en la seua història deixant al camí a Girona CF, Reial Societat, FC Barcelona, Deportivo Alavés, Reial Valladolid i a la final disputada a l'Estadi Vicente Calderón al Reial Madrid per 0-2, amb dos gols de l'argentí Mario Alberto Kempes. La nota trista de l'any la va deixar l'exjugador i exentrenador biscaí Edmundo Suárez, "Mundo" que va morir a València, on residia, quedant com a màxim golejador en la història del club i sent un dels jugadors que més títols havia aconseguit per al València CF amb tres Lligues, dues Copes i dos Pichichis en el seu palmarès personal.
La Recopa d'Europa guanyada el 1980 contra els gunners de l'Arsenal FC en els penals va ser el major trofeu aconseguit per l'entitat fins a la data. El València entrenat per Alfredo Di Stefano va haver d'enfrontar-se en la competició europea al Boldkluben de Copenhaguen, Glasgow Rangers, FC Barcelona i FC Nantes francès abans de jugar la final contra l'equip londinenc. L'equip que va formar el 14 de maig de 1980 en Heysel (Brussel·les) va ser el compost per: Pereira; Carrete, Arias, Tendillo, Botubot; Subirats, Bonhof, Solsona, Saura; Pablo i Kempes. En Lliga després d'anar la major part de la competició al 4t lloc va baixar el 6è on va finalitzar amb 36 punts. Kempes va marcar 22 gols i va quedar per darrere de Quini del Sporting De Gijón (24 gols) i Santillana del Reial Madrid (23 gols) a la taula de golejadors. La temporada 80-81 va guanyar la Supercopa d'Europa contra el campió d'Europa, el Nottingham Forest. El partit d'anada jugat el 25 de novembre de 1980 va acabar amb un 2-1 favorable als britànics, mentre que el de tornada jugat el 17 de desembre va acabar amb 1-0 al marcador a favor del València, gol del davanter uruguaià Fernando Morena.
A començaments de març amb Morena cobrint el lloc en la davantera es va traspassar a Mario Kempes al River Plate a canvi de 300 milions de pessetes de l'època. L'argentí s'havia lesionat seriosament l'espatlla a la Recopa i a banda d'altres lesions menors que li van impedir retre com solia només va poder marcar 9 tants en Lliga. Un mes més tard Morena, que havia marcat 16 gols en Lliga, es va autoexpulsar davant de l'Atlètic de Madrid, l'àrbitre Sánchez Arminio no va dubtar en treure-li la roja directa i el Comitè de Competició li va sancionar amb 8 partits. No va jugar més amb el València CF deixant l'equip amb la seua sanció i després que marxés Kempes sense davanter centre. L'equip que havia estat en 2a posició durant 16 jornades es va ressentir d'ambdues baixes i va acabar caient a la 4a plaça classificant-se per a la Copa de la UEFA.
La temporada 1981/ 82 va precedir la Copa del Món de futbol disputada a Espanya. La Lliga va començar amb retard per la segona vaga de futbolistes en la història del futbol espanyol. Va ser la conseqüència de la manca d'entesa entre els clubs, la AFE i la RFEF. Quant al València, es va veure en la tessitura d'emprendre una nova temporada sense els seus dos jugadors més importants dels anys anteriors, Kempes en el River Plate i Morena en el Peñarol De Montevideo després de la seva sanció pel Comitè. Calia cobrir dos llocs en la davantera de l'equip i per a això es va contractar a l'ariet austríac Kurt Welzl i al danès Frank Arnesen, procedents de l'AZ Alkmaar i Ajax d'Amsterdam respectivament, ambdós conjunts d'Holanda. També es va fitxar aquest any al jove Robert Fernández del CE Castelló.
El València va iniciar la Lliga de forma irregular fins passada la meitat del campionat on va aconseguir estabilitzar-se en els sis primers llocs fins a finalitzar en el 5 lloc i classificant-se per a la UEFA. A Europa i a la Copa les coses no van anar massa bé per a l'equip valencianista i va ser eliminat en les primeres eliminatòries d'ambdues competicions.

## Anys difícils (1982 -1986)
L'any següent 1982/ 83, es va començar a entreveure el desastrós esdeveniment per al València que donaria lloc tres anys més tard. Després de la ressaca del Mundial d'Espanya '82, el club es va veure amb unes arques completament buides després de les importants obres i reformes per al condicionament del recinte esportiu i voltants que el club va haver de pagar malgrat que la Federació de futbol va assegurar que sufragaria el comitè organitzador amb els fons dels grans beneficis que oferiria l'esdeveniment. No va ser així i el club va passar de tenir superàvit a tenir dèficit i un deute de més de 1.000 milions de pessetes de l'època.
En l'àmbit esportiu, va tornar Mario Kempes de l'Argentina en no poder fer front el River Plate més que a 128 milions de pessetes dels 300 pels que es va traspassar. El danès Arnessen, que tan bon rendiment va oferir la temporada anterior, va sofrir una greu lesió de genoll en pretemporada i es va perdre per complet aquell any. Es van necessitar tres entrenadors, Manolo Mestre, Miljan Miljanic i Koldo Aguirre, per poder obtenir la permanència en l'última jornada, en guanyar per 1-0 al Reial Madrid mentre que els rivals en la lluita per evitar el descens, UD Las Palmas, Celta de Vigo i Racing de Santander, van sortir derrotats en els seus respectius partits.
El València va aconseguir quedar 2 punts per sobre del descens en 15è lloc. L'actuació a la Copa del Rei i la Copa de la Lliga també va suposar un fracàs, ja que només es va jugar una eliminatòria en cada torneig. Al contrari, en la UEFA es va enfrontar a conjunts de potencial i nom, Manchester United FC, Banik Ostrava, Spartak de Moscou i Anderlecht que va eliminar el València en quarts de final.
Van tenir lloc les eleccions generals en les quals Vicente Tormo va ser elegit com a president, en relleu del dimitit José Ramos Costa.
El deute del club condicionava cada any la temporada, no van ser una excepció la 1983/ 84 i la 1984/ 85 on aquest deute va ascendir a gairebé 1.700 milions de pessetes. No hi va haver més remei que alleugerir la plantilla i es va donar la baixa als ja veterans Solsona, Carrete, Felman, Welzl, per escàs rendiment, i Arnessen, per diverses complicacions al genoll operat, entre d'altres. Es van donar les altes de Fernando Gómez Colomer, del juvenil valencianista, al costat d'alguns del CD Mestalla, també a García Pitarch del Gandia. Per entrenar l'equip es va acudir una vegada més a un home de la casa, Paquito, que va reemplaçar Robert Gil a partir de febrer. Es va millorar en Lliga en la primera tornada, on l'equip va romandre als 6 primers llocs de la classificació, la segona volta va ser un despropòsit on va caure en picat als llocs entre el 9è i el 13è.
A la Copa del Rei l'equip no va tenir un bon rendiment, va ser eliminat pel Castella CF en la quarta ronda. A la Copa de la Lliga no hi va haver millor sort, una única eliminatòria davant del Sevilla que es va resoldre en els penals. L'any següent van ser baixa entre d'altres Kempes i Botubot, mentre que algunes de les altes les van donar Quique Sánchez Flores del TC Pegaso, Carlos Arroyo del CD Alarcón i Wilmar Cabrera del Milionaris De Bogotà. El València va formar amb els fitxatges i els jugadors ja en la plantilla com Fernando Gómez, García Pitarch, Giner i Robert Fernández un dels equips amb la mitjana d'edat més baixa de la Lliga. A la Copa de la Lliga i la Copa del Rei es va succeir la mateixa tònica de les últimes temporades.

### El descens a Segona Divisió
La temporada 1985/ 86 el València va descendir a la Segona Divisió després d'una pèssima campanya plena de golejades en contra com el 5-0 del Reial Madrid o el 6-0 davant la Reial Societat. El 20 d'abril de 1986 es va confirmar el descens després de la derrota per 3-0 davant del FC Barcelona, previ empat de Cadis i Betis, els altres dos equips implicats en el descens aquell any. El València va finalitzar la lliga 16è a només un punt del Cadis CF, 15è.
Aquest descens va ser conseqüència de diversos anys on tant la situació econòmica com esportiva havien anat de mal en pitjor, i el deute havia arribat a ascendir a 1.800 milions de pessetes aquell any.

### Ascens a Primera i conversió a SAD
A la temporada següent el València va tornar a ascendir a la Primera divisió amb Arturo Tuzón com a president. En la 1987/ 88 de nou en primera es va generar un gran superàvit econòmic amb el qual al final de temporada es va reduir el deute a una xifra inferior als 250 milions de pessetes.
El 1992 es va inaugurar la Ciutat Esportiva de Paterna, a més el club es va convertir en Societat Anònima Esportiva com la majoria de clubs del futbol espanyol, malgrat conservar en el seu nom Club de Futbol, sent la seva denominació oficial València Club de Futbol Sad. A començaments dels 90 va arribar Francesc Roig Alfonso a la presidència del club valencianista, va ser una dècada en què es van eliminar les reeixides Seccions Esportives del València CF i en la qual l'equip de futbol va deambular a excepció d'una campanya pels llocs mitjans de la taula fins a l'any 98 amb l'arribada al club de Claudio Ranieri.
Tanmateix, cal destacar que durant la presidència de Paco Roig van arribar a Mestalla jugadors de renom com Oleg Salenko, Lubo Pènev, Mazinho, Pedja Mijatovic, o un Romário que no va destacar futbolistícament. També va ser durant la presidència de Roig, que la megafonia de l'estadi va passar a ser en valencià o que el club va recuperar la seua indumentaria original amb samarreta blanca i pantaló negre.

## La Copa del 99, l'inici d'una època daurada (1999 -2004)

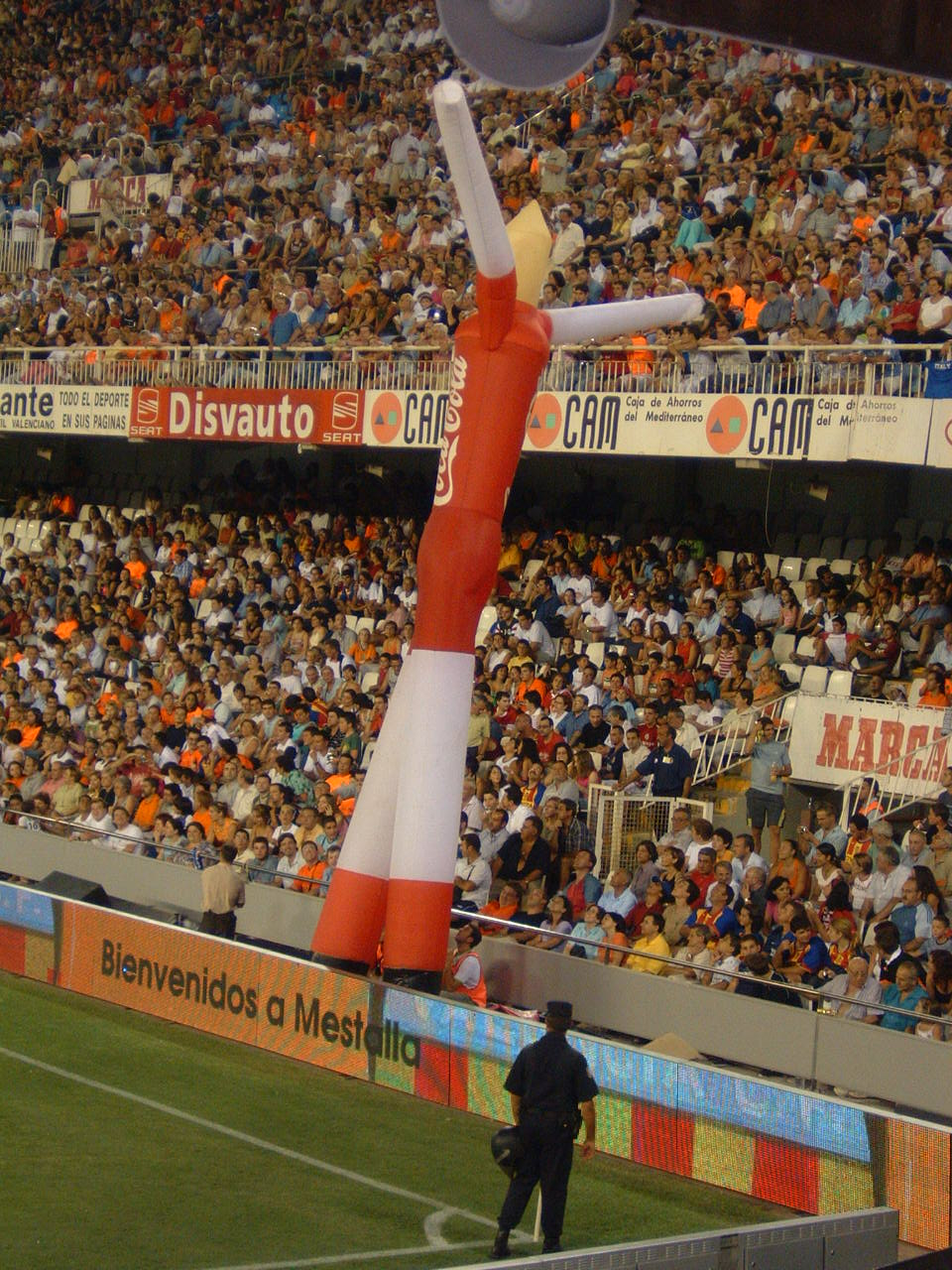
Camp de Mestalla durant un partit

La temporada 1998/99 canviaria el rumb del club amb la classificació per a la Lliga de Campions i la consecució de la Copa del Rei de la mà de Claudio Ranieri, eliminant al Llevant UE, FC Barcelona i Reial Madrid en un històric 6-0 a Mestalla, abans d'enfrontar-se i guanyar en la final a l'Atlètic de Madrid a l'Estadi Olímpic De La Cartuja (Sevilla).
La Supercopa d'Espanya el 1999 se sumaria al palmarès valencianista, amb Héctor Cúper ja a la banqueta, en guanyar 1-0 a Mestalla a l'empatar 3-3 en el Camp Nou davant el FC Barcelona, campió de lliga.
El club tornava així al primer pla del futbol espanyol. Amb figures de prestigi i barrejant jugadors experimentats amb juvenils, David Albelda, Javier Farinós, Rubén Baraja, Kily González, Gerard López, Roberto Ayala, Jocelyn Angloma, Miroslav Đukić, Amedeo Carboni, Santiago Cañizares, Claudio López, Adrian Ilie, Gaizka Mendieta entre d'altres, va aconseguir formar un equip potent, treballador i amb qualitat.

### Els pirates del mediterrani
Les dues temporades d'Héctor Cúper en el club valencià es va saldar a més amb dos subcampionats aconseguits de manera consecutiva el 2000 i 2001 en la Lliga de Campions que novament tornaven el club al panorama internacional. Els jugadors valencianistes eren temuts a Europa i es coneixien popularment com Els pirates del mediterrani.

#### Primera final de Champions
La temporada 1999/ 00 va arrancar amb el títol de Supercopa d'Espanya i va seguir amb un meritori tercer lloc en lliga per darrere delDeportivo de La Coruña, campió i el FC Barcelona, subcampió. Però aquesta temporada quedarà en el record per la primera final de la Lliga de Campions disputada pel club valencià.
L'eliminatòria prèvia es va disputar davant de l'Hapoel Haifa d'Israel, guanyant el València 2-0 ambdós partits.
La primera lligueta va aparellar el València amb el Bayern De Múnic, el PSV Eindhoven i el Glasgow Rangers. El primer partit davant del Glasgow Rangers es va guanyar 2-0, el següent partit davant del PSV es va empatar a un, igual com el partit a Alemanya davant del Bayern.
Els partits de tornada van arrencar el 20 d'octubre davant del Bayern a Mestalla i malgrat el bon partit només es va poder empatar a un. Davant del Glasgow en Ibrox Park els jugadors valencianistes en van guanyar 2-1 i davant del PSV 1-0.
A la segona lligueta el sorteig va emparellar al València amb el campió d'Europa, el Manchester United FC, l'ACF Fiorentina i el Girondins de Bordeus. El primer partit, davant del Girondins, es va imposar el València 3-0, mateix resultat pel qual va sortir derrotat en Old Trafford davant del Manchester. El tercer partit, davant de la Fiorentina, va suposar una altra derrota mercè d'un penal inexistent sobre Pedja Mijatovic. A la tornada davant de la Fiorentina, Mestalla va ser un infern per a l'exvalencianista i el València es va emportar el partit per 2-0, després de l'anul·lació d'un gol vàlid de Manuel Rui Costa que hagués pogut classificar el conjunt violeta. Davant del Girondins a França es van imposar els blanquinegres per un contundent 1-4 i el partit de tràmit davant del Manchester a Mestalla va acabar amb empat a 0.
El València es plantava en quarts de final davant de la Lazio De Roma. En l'anada el València va aixafar al conjunt italià per 5-2 i en la tornada va rebre una derrota per la mínima.
Les semifinals es van jugar davant del FC Barcelona, que va arribar a Mestalla atemorit doncs el conjunt valencià, i en especial el davanter argentí Claudio Piojo López, s'havia convertit en la seua bèstia negra en les competicions de Lliga i Copa. El resultat del partit va ser una golejada per al València per 4-1, la tornada en el Camp Nou se la va emportar el Barça per 2-1. El València estava a la final de la màxima competició a nivell europeu, el rival el Reial Madrid.
A la final el València va pagar la inexperiència i va sortir derrotat 3-0 en un mal partit, malgrat haver demostrat un joc de major qualitat i efectivitat durant tota la competició.

#### Segona final de Champions
Tal com va ocórrer l'any anterior el València CF va haver de superar una ronda prèvia contra el FC Tirol Innsbruck. L'anada va finalitzar amb 0-0 i la tornada amb 4-1 per als valencians.
En la primera lligueta el València va quedar aparellat al costat d'Olympique De Lió, Olympiacos FC i Sc Heerenveen. El València va realitzar una gran primera fase i va aconseguir la classificació matemàtica a falta de dos partits. En va vèncer 2-0 a l'Olympiakos a Mestalla, 1-0 a l'Heerenveen a Holanda, 1-0 a l'Olympique a Mestalla. Es va assegurar la classificació a Lió el 17 d'octubre. Malgrat la derrota 1-0 a Atenes, el punt aconseguit a Mestalla davant de l'Heerenveen li va assegurar el primer lloc.
El sorteig va enquadrar al València en el Grup A de la segona lligueta al costat de Manchester United FC, SK Sturm Graz i Panathinaikos FC de Grècia, equip en el qual militava l'exvalencianista Goran Vlaovic. El València es va classificar com a primera de grup gràcies a 3 victòries i 3 empats.
En els quarts de final el València CF es va enfrontar a l'Arsenal FC. En l'anada en Highbury Park el 4 d'abril es va avançar el València amb una volea d'Ayala, però va remuntar l'Arsenal amb dos gols de Thierry Henry i Ray Parlour. Contra tot pronòstic el València va aconseguir una agònica victòria gràcies a un gran gol de cap de John Carew que va batre a David Seaman i va classificar el València.
En semifinals esperava el Leeds United FC, el València va aconseguir un empat a 0 en Elland Road i va agranar el seu rival en mestalla per 3-0 amb dos gols de Juan Sánchez i un de Gaizka Mendieta en un partit inoblidable.
La final es va disputar el 23 de maig de 2001, un dels dies més tristos del valencianisme. Mendieta avançava el València de penal, i el Bayern va empatar també de penal. Héctor Cúper va canviar Pablo Aimar per David Albelda per forçar la pròrroga, on no hi va haver cap gol. El campió d'Europa es va decidir des del punt de penal quan Mauricio Pellegrino va fallar l'últim penal.

### La primera Lliga de Benítez
El 2001 va arrencar amb l'arribada del nou president, Jaume Ortí, i un entrenador desconegut fins al moment com ho era Rafa Benítez, això sumat a la marxa de l'ídol de l'afició Gaizka Mendieta a la Lazio va provocar que molts miressin el futur amb cert pessimisme. La temporada va arrencar irregular, amb molts empats, però amb una sensacional segona volta el València va aconseguir la Lliga per cinquena vegada en la seva història el 2002 després de 31 anys sense aconseguir-ho, en l'Estadi La Rosaleda de Màlaga.

### Un triplet històric
Gràcies a la filosofia de Benítez, que consistia en rotacions, el 2004, després d'una decebedora campanya 2002/ 03, van aconseguir un triplet que va passar a la història del quadre valencianista guanyant la Lliga, la Copa de la UEFA, on es va enfrontar a l'Olympique De Marsella francès i va vèncer per 2-0, i la Supercopa d'Europa, aquest últim títol amb Ranieri de nou com a entrenador, contra el FC Porto portuguès per 2-1. Amb Pablo Aimar, Vicente, David Albelda, Ruben Baraja, Mista, Xisco Llompart, Fábio Aurélio, Curro Torres, Carlos Marchena, Roberto Ayala i Santiago Cañizares com a base de l'equip. Convertint-se així en el 3r club espanyol amb més títols europeus aconseguits per darrere de Reial Madrid i FC Barcelona. Finalitzada la temporada, Rafa Benítez va anunciar la seua marxa al Liverpool FC a causa de diverses diferències amb el president i diversos jugadors.
Ranieri va incorporar al club a quatre jugadors italians: Bernardo Corradi, Marco Di Vaio, Stefano Fiore i Emiliano Moretti, dos davanters, un migcampista i un lateral, dels quals sols l'últim es va consolidar dins l'equip amb el pas de les temporades.

## L'era post-Benítez: la setena Copa

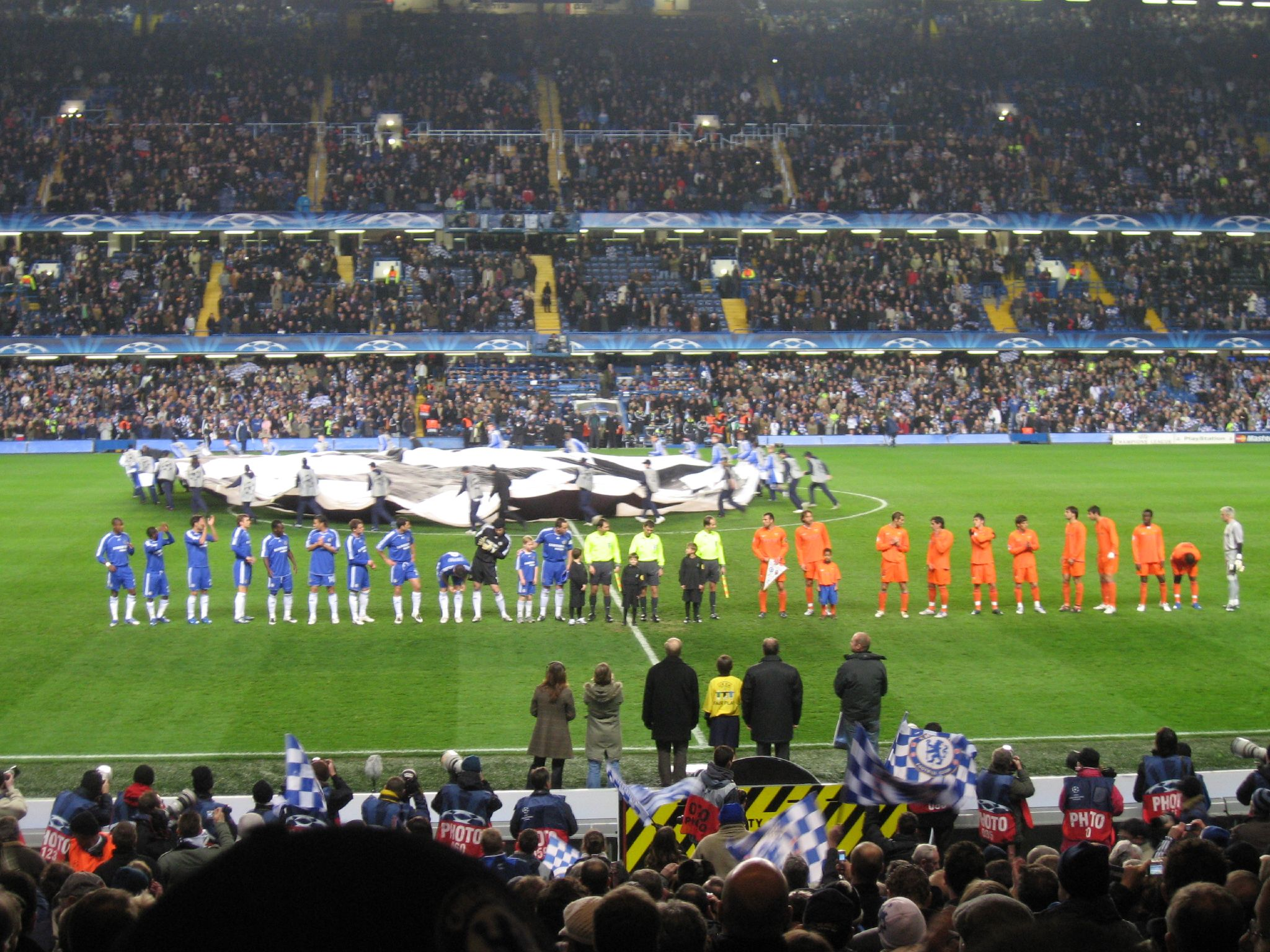
Partit Chelsea FC - Valencia CF, Lliga de Campions 2007-08

Després de la mala temporada de Claudio Ranieri, en 2005 Quique Sánchez Flores va arribar a fi de tractar de deixar l'equip en llocs de Lliga de Campions, aconseguint el seu objectiu i tornant a la màxima competició continental de clubs. Van arribar al club jugadors tals com Patrick Kluivert.
En l'edició de la Lliga De Campions de 2006-07, el València va aconseguir classificar-se per a Quarts de final derrotant a equips com l'Inter De Milà. Va caure en quarts, a les mans del Chelsea FC. El València va finalitzar 4t la temporada, per darrere del Reial Madrid, campió, FC Barcelona, segon, i Sevilla FC, tercer. L'estiu de 2007 el club va confirmar la cessació d'Amedeo Carboni com a Director Esportiu, després de diverses diferències entre ell i l'entrenador, la contractació de Miguel Ángel Ruiz per a aquest mateix càrrec i la continuïtat de Quique Sánchez Flores com a tècnic del conjunt valencianista. L'octubre de la següent temporada després d'una ratxa de mals resultats en Lliga i Europa Quique va ser destituït i es va contractar Ronald Koeman. Una de les primeres decisions de l'holandès va ser comunicar tres dels jugadors més emblemàtics de la plantilla que no comptava amb ells per al seu projecte: Santiago Cañizares, Miguel Ángel Angulo i David Albelda. Aquest últim va decidir reclamar als tribunals, que van donar la raó al club desestimant la demanda presentada pel jugador.
El 12 de març de 2008 Agustín Morera va assumir la presidència del club després de la renúncia de Juan Bautista Soler, qui segueix com a màxim accionista de la societat.
Malgrat els roïns resultats en Lliga, el 16 d'abril de 2008, el València, després d'eliminar el Real Unió d'Irun, el Reial Betis, l'Atlètic de Madrid i el FC Barcelona, va aconseguir guanyar la Copa Del Rei davant del Getafe CF per 3-1 a l'Estadi Vicente Calderón aconseguint així la seva setena Copa del Rei. El 21 d'abril, després de la derrota en San Mamés per 5-1 davant de l'Athletic Club de Bilbao, el València CF arriba a un acord amb Ronald Koeman per a la rescissió del seu contracte, substituint-lo Voro, que ocupava per aleshores el càrrec de delegat de l'equip valencianista. Al seu torn, destituïen a Miguel Ángel Ruiz com a Director Esportiu, ja que desapareixia de l'organigrama del club i nomenaven Juan Sánchez com a nou Secretari Tècnic. Finalitzada la temporada el club anuncia l'acord amb Unai Emery, tècnic de la UD Almeria, per a les dues pròximes temporades. La pretemporada va ser molt moguda amb l'entrada de Juan Villalonga com gestor extern i l'arribada de Xabier Azkargorta com a director esportiu. A les dues setmanes Juan Soler va destituir a Juan Villalonga per no estar d'acord en la idea de l'ampliació de capital que proposava l'expresident de Telefónica. Després de la seva destitució, Villalonga va oferir a Soler 76,7 milions d'euros per les seues accions, oferta que no va acceptar. Finalment va ser el segon màxim accionista, Vicente Soriano, qui va arribar a un acord pel paquet accionarial de Juan Soler, quel mai no va arribar a comprar, i va nomenar un nou consell d'administració en el qual era, entre d'altres, Fernando Gómez Colomer com a Vicepresident Esportiu convertint-se en el màxim responsable de la parcel·la esportiva.
El dia 24 d'agost de 2008, el València perd la Supercopa d'Espanya davant el Reial Madrid per un global de 6-5 (3-2 a Mestalla i 4-2 en el Bernabéu), malgrat ser l'equip valencianista superior al conjunt entrenat per Bernd Schuster en ambdós partits.

## Crisi econòmica 2009-2014
Durant la temporada 2008/09, el club passa una greu crisi econòmica. L'equip és eliminat en setzens de la Copa de la UEFA. A la Copa del Rei va caure contra el Sevilla en quarts. En la lliga, després d'una campanya irregular, es classifica en la 6è posició de la taula.

### Ampliació de capital 2009
El 4 de juny, després de la seua incapacitat per trobar una viabilitat per al club, el president Vicent Soriano presenta la seua dimissió irrevocable. El 5 de juny es nomena president en funcions a Javier Gómez, fins llavors conseller delegat. El 7 de juny se celebra la junta general d'accionistes en la qual s'aprova una ampliació de capital de 92 milions d'euros. A més en aquesta junta es nomena un nou consell d'administració, amb José García Roig com a conseller encarregat de l'ampliació de capital i Manuel Llorente com a president de l'entitat. Per pal·liar la greu crisi del club se seguirà un pla de viabilitat, el deute del club es xifra en 547 milions d'euros.
El 6 de juliol, només un mes després de la seva dimissió, Vicent Soriano assegura ser el portaveu de l'empresa uruguaiana Inversiones Dalport que s'ha fet amb el 50,3%de l'accionariat del club. A la mateixa roda de premsa assegura tenir 500 milions per posar fi al deute del club. El logo de l'empresa està tret d'una web de dibuixos per acolorir. Passen els dies i l'empresa uruguaiana no fa front als pagaments a Juan Soler, Vicent Soriano i Vicente Silla, accionistes que els havien venut els seus paquets accionarials. Malgrat els continus rumors de què d'ací a quinze dies Dalport acudirà a l'ampliació per dipositar els 46 milions necessaris per mantenir la seva quota de poder mai es concreta.
El 21 d'agost finalitza la primera fase de l'ampliació amb un import recaptat de 18.750.000 €, fet que fa que l'entitat el qualifique com un èxit rotund i espectacular. Inversiones Dalport no acudeix i Juan Soler i Vicent Soriano veuen el seu percentatge d'accions diluït. El 22 d'agost s'anuncia que la Fundació València CF comprarà el capital sobrant de la primera ronda, un 72%, gràcies a un préstec de Bancaixa avalat per la Generalitat Valenciana. La idea és que aquestes 1.530.000 accions seran revenudes a tot aquell que vulga adquirir-les.

### Presidència de Manuel Llorente
Tot i l'ampliació de capital, la delicada situació financera del club va forár la venda de grans jugadors que estaven triomfant a l'entitat xé. D'aquesta manera van sortir puntals de l'equip com Raül Albiol, David Villa, David Silva, Juan Mata, Joaquín, Pablo Hernández o Jordi Alba, entre d'altres. Encara que la plantilla s'anava debilitant temporada rere temporada, Unai Emery aconseguia grans resultats lliguers, amb tres classificacions directes a la Lliga de Campions consecutives (2009/10; 2010/11; 2011/12). Durant aquest període el club va adoptar una política d'incorporació de futbolistes joves o poc coneguts que van donar bons resultats a Mestalla. Entre aquests jugadors trobem Ricardo Costa, Jérémy Mathieu, Roberto Soldado, Aritz Aduriz, Jonas Gonçalves, Sofiane Feghouli o Tino Costa.
L'estiu del 2012 el club va decidir no renovar a Unai Emery, després que una part de l'afició valencianista recriminara a l'entrenador basc no aconseguir títols ni una major competitivitat amb Barça i Reial Madrid. El seu fi de cicle va donar pas a la contractació de l'exjugador xé Mauricio Pellegrino, el qual debutava com a entrenador. Aquest fou signat directament pel president Manuel Llorente sense haver comptat amb l'opinió de la direcció esportiva ni tampoc del consell d'administració. L'arribada de Pellegrino va ser polèmica i també poc reeixida. Els seus pobres resultats a LaLiga van provocar la destitució del tècnic al desembre i la contractació d'Ernesto Valverde fins a la fi de la temporada. El tècnic extremeny va aconseguir classificar l'equip a Europa, però va fallar en l'últim partit de la temporada a l'Sánchez-Pizjuán. Perdre aquest partit contra el Sevilla FC va suposar la caiguda del València C.F. als llocs d'Europa League i la no-arribada a la Champions League, a la qual va accedir la Reial Societat després de 10 anys.
En l'econòmic el deute es va reduir amb l'ampliació de capital de 2009 i la venda de jugadors però continuava sense poder-se afrontar, ni per descomptat reprendre les obres del futur estadi, ni tan sols amb el pla Newcoval acordat entre Llorente i Bancaixa. Això obligava a negociar un refinançament del deute mentre el màxim accionista, la Fundació VCF, no podia retornar el préstec, la qual cosa va provocar la intervenció de l'avalador: l'IVF de la Generalitat Valenciana, pagant amb diners públics part dels interessos del préstec: 4,8 milions d'euros.
La intervenció del govern valencià com a avalador va fer que es nomenaren nous patrons en la Fundació per a tindre un major control sobre el refinançament del deute. Això va provocar, a l'abril del 2013, la quasi immediata dimissió de Manuel Llorente en negar-se a ser supervisat.

### Etapa d'Amadeo Salvo a la presidència
Amb el canvi de directiva s'inicia una profunda renovació en pràcticament totes les àrees i la política del club amb Amadeo Salvo com a president. La plantilla va perdre grans valuarts valencianistes com el que havia estat el capità durant l'última dècada, David Albelda, el qual es va retirar a l'estiu de 2013, i Roberto Soldado, el qual va posar rumb a Anglaterra després que el Tottenham Hotspurs pagara la seua clàusula de rescissió (30 milions d'euros). Paral·lelament arriben fitxatges com els davanters Hélder Postiga i Dorlan Pabón per a pal·liar el buit golejador que deixava Soldado. A part, el club adquirix a Javi Fuego procedent del Rayo Vallecano.
La negativa del tècnic Ernesto Valverde a renovar el seu contracte va ocasionar l'arribada de Miroslav Djukic, proposat pel director esportiu Braulio Vázquez, però la mala temporada desemboca en la destitució de tots dos, substituïts per Rufete, com a director esportiu, i Juan Antonio Pizzi, com a entrenador, abans d'acabar 2013. La renovació en l'àrea esportiva culmina amb 6 baixes i 5 incorporacions en la plantilla durant el mercat d'hivern. Millora la imatge, el compromís i el rendiment de l'equip, plantant cara i vencent a rivals forts, però sense arribar a aconseguir llocs europeus, quedant finalment 8é en la classificació, i quedant-se a les portes de disputar la final de l'Europa League després d'una polèmica eliminació contra el Sevilla FC a les semifinals, amb un gol a favor del conjunt sevillà en clar fora de joc.
Bankia va decidir no refinançar els deutes de la Fundació i del club al no aprovar el pla de refinançament presentat per Amadeo Salvo i Aurelio Martínez, i a més l'aval de la Generalitat Valenciana havia estat anul·lat cautelarment per un jutjat, la qual cosa va fer que Bankia sol·licitara la cerca d'inversors, fent pública la notícia mitjançant un comunicat mentre es produïa la Junta General d'Accionistes del València el 10 de desembre de 2013, alguna cosa que no va sentar res bé en el club. La resposta del president Amadeo Salvo va ser que Bankia no era qui havia de decidir el futur inversor, i va presentar el 22 de desembre l'interés del multimilionari Peter Lim a comprar el club amb un projecte esportiu de màxim nivell.
L'oferta de Lim, en un primer moment, no la va tindre en compte Bankia i va seguir amb el seu procés de venda, però davant la falta d'informació i transparència, el president Salvo va comunicar en una assemblea informativa el 24 de gener de 2014 que el procés de venda no havia de dur-lo a terme Bankia sinó la Fundació VCF, ja que eren el màxim accionista.
Finalment el 24 de febrer es va acordar la creació d'una Comissió Gestora per a la venda, amb uns criteris de selecció i amb un representant de les 4 parts implicades: el València CF, la Fundació VCF, Bankia i la Generalitat. A l'abril i maig es van estudiar les 7 ofertes rebudes. La votació final dels 22 patrons de la Fundació VCF va tindre lloc el 17 de maig de 2014 i entre les ofertes finalistes van triar per unanimitat l'oferta de l'empresari Peter Lim (Meriton Hòlding Ltd.) com a comprador del paquet accionarial. L'oferta va haver de ser modificada després de la negociació de Lim amb Bankia sobre com pagar el deute del club, que va ser refinançada íntegrament i amb diverses garanties de cobrament. El 31 de juliol la Fundació VCF va tornar a aprovar l'oferta definitiva, i el 24 d'octubre de 2014 es van signar conjuntament el refinançament dels deutes i la compravenda de les accions, acabant així el procés de venda. El nou consell d'administració va entrar en el club en la junta extraordinària de l'1 de desembre de 2014.

## L'era Peter Lim

### Primers anys inestables
L'estiu de 2014, mentre es tancava el procés de venda de la majoria accionarial a Peter Lim, es va fer una ambiciosa aposta per retornar al València a la Champions League. Per a això es va reformar quasi al complet l'equip entre la direcció esportiva encapçalada per Rufete i el màxim accionista, Meriton Hòldings. El portugués Nuno Espírito Santo es va convertir en el tècnic del nou projecte com a aposta personal de Lim, assessorat pel seu amic i soci Jorge Mendes, i es realitzen un total de 15 incorporacions, algunes en forma de cessió de Meriton en haver comprat prèviament els seus drets, com van ser els casos d'André Gomes i Rodrigo Moreno. Es va formar la plantilla més jove de la primera divisió amb 23,6 anys de mitjana.
Mentre el club establia les bases per a créixer econòmicament, incorporant a Adidas com a nou proveïdor i a nous homes en màrqueting i xarxes socials, encara que sense contractar cap main sponsor per a la samarreta, l'equip va mantindre un alt nivell esportiu en la Lliga, arribant a ser líder i mantenint-se tot l'any en llocs europeus. No disputar competició europea beneficiava la regularitat de l'equip, que va veure com la seua sòlida defensa es convertia en un referent (Otamendi-Mustafi), el seu porter Diego Alves en un dels millors porters de la lliga, Gayà en la revelació i Parejo en el migcampista més golejador. Les decepcions van ser el pobre bagatge golejador dels davanters, especialment de Negredo i Rodrigo, i la prematura eliminació en la Copa. Per a completar el centre del camp es va fitxar en el mercat d'hivern a l'argentí Enzo Pérez. Uns espectaculars números van portar a l'equip a competir fins al final en una temporada de lliga plena de rècords. Dels set primers equips classificats solament el Barça, i amb moltíssimes dificultats, va ser capaç de véncer als valencianistes. Finalment el club va acabar la disputadíssima temporada en 4a posició, a un punt de l'accés directe a la Lliga de Campions però classificat per a disputar la fase prèvia.
L'1 de juliol de 2015 el president executiu Amadeo Salvo dimitia al costat de la direcció esportiva encapçalada per Rufete fruit de discrepàncies amb el tècnic Nuno que disposava de la total confiança de Meriton al costat del seu agent Jorge Mendes. En el plànol esportiu el València havia de fer un salt de qualitat per a competir al màxim nivell i en canvi la nova direcció esportiva va rejovenir encara més la plantilla i a més va traspassar al líder de la defensa, l'argentí Otamendi. L'eliminació de la Champions en fase de grups davant rivals molt febles i la llunyania dels objectius en Lliga va forçar la destitució de Nuno com a entrenador i màxim responsable de l'àrea esportiva, i principal assenyalat per l'afició. Peter Lim va optar per fitxar com a entrenador al britànic debutant en les banquetes Gary Neville, amic seu i comentarista en la televisió britànica, però l'equip no va millorar sinó que va ser directe a coquetejar amb els llocs de descens. També es va incorporar a Jesús García Pitarch com a nou director esportiu, peça bàsica que estava vacant. En Copa es va arribar a semifinals però el club va encaixar una humiliant i dolorosa golejada al Camp Nou. Pako Ayestaran es va incorporar al cos tècnic com a assistent de Neville però als dos mesos es va fer càrrec de l'equip, aconseguint tres victòries en huit jornades, uns pobres números que almenys van servir per a salvar el descens de categoria i acabar el 12é.
La temporada 2016/17 va començar amb la continuació del tècnic guiposcuà a la banqueta, però després de quatre derrotes consecutives a l'inici lliguer Ayestarán fou destituït com a entrenador del València C.F. Voro va ser l'encarregat, una vegada més, d'ocupar la plaça de tècnic interí. El de l'Alcúdia va deixar el seu lloc a l'italià Cesare Prandelli, el qual va ser l'elegit per part de la direcció esportiva de Suso Garcia Pitarch per ocupar la banqueta de Mestalla. Així i tot, l'entrenador transalpí ni tan sols va acabar l'any 2016 al vestuari valencianista, ja que va presentar la seua dimissió el 30 de desembre d'aquell mateix any. Prandelli va manifestar el seu descontent amb la propietat del club i la seua negativa a invertir en fitxatges al mercat hivernal. Després d'haver-se sentit enganyat, l'italià va tornar a deixar la direcció del planter a Voro. D'aquesta manera, l'exjugador valencianista va dirigir l'equip fins a final de temporada, en la qual ha sigut, fins al moment, la seua estància més llarga a la banqueta amb un total de 25 partits en el qual va ser la seua cinquena etapa com a entrenador del València, tot i que la primera que no ho feia de manera interina. El rendiment de l'equip va ser, un any més, mediocre i van repetir a la dotzena posició a final de temporada i 18 partits perduts.